# Saint-Pierre-du-Vauvray
Saint-Pierre-du-Vauvray és un municipi francès situat al departament de l'Eure i a la regió de Normandia. L'any 2007 tenia 1.339 habitants.

## Demografia

### Població
El 2007 la població de fet de Saint-Pierre-du-Vauvray era de 1.339 persones. Hi havia 526 famílies de les quals 132 eren unipersonals (40 homes vivint sols i 92 dones vivint soles), 173 parelles sense fills, 193 parelles amb fills i 28 famílies monoparentals amb fills.
La població ha evolucionat segons el següent gràfic:
Habitants censats

### Habitatges
El 2007 hi havia 592 habitatges, 538 eren l'habitatge principal de la família, 21 eren segones residències i 34 estaven desocupats. 531 eren cases i 58 eren apartaments. Dels 538 habitatges principals, 388 estaven ocupats pels seus propietaris, 138 estaven llogats i ocupats pels llogaters i 12 estaven cedits a títol gratuït; 2 tenien una cambra, 37 en tenien dues, 107 en tenien tres, 166 en tenien quatre i 226 en tenien cinc o més. 422 habitatges disposaven pel capbaix d'una plaça de pàrquing. A 245 habitatges hi havia un automòbil i a 232 n'hi havia dos o més.

### Piràmide de població
La piràmide de població per edats i sexe el 2009 era:
| Homes | Edats   | Dones |
| ----- | ------- | ----- |
| 0     | 95 o +  | 4     |
| 0     | 90 a 94 | 0     |
| 0     | 85 a 89 | 4     |
| 0     | 80 a 84 | 16    |
| 24    | 75 a 79 | 20    |
| 24    | 70 a 74 | 20    |
| 32    | 65 a 69 | 28    |
| 24    | 60 a 64 | 32    |
| 9     | 55 a 59 | 25    |
| 57    | 50 a 54 | 37    |
| 56    | 45 a 49 | 72    |
| 62    | 40 a 44 | 64    |
| 60    | 35 a 39 | 41    |
| 40    | 30 a 34 | 65    |
| 40    | 25 a 29 | 44    |
| 52    | 20 a 24 | 40    |
| 48    | 15 a 19 | 32    |
| 77    | 10 a 14 | 56    |
| 80    | 5 a 9   | 49    |
| 40    | 0 a 4   | 16    |

## Economia
El 2007 la població en edat de treballar era de 876 persones, 675 eren actives i 201 eren inactives. De les 675 persones actives 574 estaven ocupades (309 homes i 265 dones) i 99 estaven aturades (38 homes i 61 dones). De les 201 persones inactives 81 estaven jubilades, 68 estaven estudiant i 52 estaven classificades com a «altres inactius».

### Ingressos
El 2009 a Saint-Pierre-du-Vauvray hi havia 549 unitats fiscals que integraven 1.332 persones, la mediana anual d'ingressos fiscals per persona era de 20.477 €.

### Activitats econòmiques
Dels 53 establiments que hi havia el 2007, 1 era d'una empresa alimentària, 1 d'una empresa de fabricació d'altres productes industrials, 12 d'empreses de construcció, 12 d'empreses de comerç i reparació d'automòbils, 8 d'empreses de transport, 6 d'empreses d'hostatgeria i restauració, 3 d'empreses immobiliàries, 2 d'empreses de serveis, 3 d'entitats de l'administració pública i 5 d'empreses classificades com a «altres activitats de serveis».
Dels 20 establiments de servei als particulars que hi havia el 2009, 1 era una oficina de correu, 1 autoescola, 1 paleta, 4 guixaires pintors, 1 fusteria, 4 lampisteries, 2 electricistes, 2 perruqueries, 2 restaurants, 1 agència immobiliària i 1 saló de bellesa.
Dels 6 establiments comercials que hi havia el 2009, 1 era una gran superfície de material de bricolatge, 1 una botiga de menys de 120 m², 1 una fleca, 2 sabateries i 1 una joieria.
L'any 2000 a Saint-Pierre-du-Vauvray hi havia 3 explotacions agrícoles.

## Equipaments sanitaris i escolars
L'únic equipament sanitari que hi havia el 2009 era una farmàcia.
El 2009 hi havia 1 escola maternal i 1 escola elemental.

## Poblacions més properes
El següent diagrama mostra les poblacions més properes.